# 靖海北炮台
靖海北炮台，位于中国广东省揭阳市惠来县靖海北门，为惠来县的一个县级文物保护单位，类型为古建筑，公布时间为1983年。
靖海北炮台的历史年代为明代。